# Kinmō-zui

Le Kinmō-zui (訓蒙図彙 ; « Encyclopédie illustrée pour l'éducation des jeunes esprits ») est une encyclopédie sino-japonaise illustrée, écrite par Tekisai Nakamura (中村惕斎) en 1666, au cours de la sixième année de l’ère Kanbun, au cours de la l’époque d’Édo. Avec le Wakan sansai zue, cette encyclopédie sera considérée comme une œuvre notable de vulgarisation scientifique de l’Époque. 

## Contenu et structure
La première édition comprend 20 volumes, organisés en sections présentes dans le tableau suivant :
| Titre | Transcription en romaji | Traduction           |
| ----- | ----------------------- | -------------------- |
| 天文  | tenmon                  | Astronomie           |
| 地理  | chiri                   | Géographies          |
| 居処  | kyojo                   | Bâtiments            |
| 人物  | jinbutsu                | Personnes            |
| 身体  | shintai                 | Corps humain         |
| 衣服  | ifuku                   | Vêtements            |
| 宝貨  | hôka                    | Richesses            |
| 器用  | kiyô                    | Outils et techniques |
| 畜獣  | chikujū                 | Animaux quadrupèdes  |
| 禽鳥  | kinchô                  | Oiseaux              |
| 龍魚  | ryûgyo                  | Poissons             |
| 蟲介  | chûkai                  | Arthropodes          |
| 米穀  | beikoku                 | Céréales             |
| 菜蔬  | saiso                   | Légumes              |
| 果蓏  | kawarâ                  | Fruits               |
| 樹竹  | jutake                  | Bambous et arbres    |
| 花草  | kakusa                  | Herbes et fleurs     |

Dans la version initiale, chaque page est divisée en deux sections : en haut, des illustrations accompagnées du nom en kanji, avec la prononciation en kana en bas, une explication en japonais et en chinois classique.

## Nouvelle édition
En 1695, au cours de la huitième année de l’ère Genroku, une édition augmentée intitulée « 頭書増補訓蒙図彙 » (Tōsho Zōho Kinmō-zui) ajoute une nouvelle catégorie « 雑類 » (zatsurui ; divers), portant le total à 21 catégories. Dans cette nouvelle édition, les descriptions en japonais, sont placées au-dessus des images.
Au fil du temps, les éditions ont évolué, regroupant plusieurs illustrations en une seule grande image avec les noms inscrits directement dans l'illustration.

## Influence

### Nouvelles encyclopédies
Le kinmō-zui a eu une influence significative sur les ouvrages similaires ultérieurs. Pendant l'époque d'Edo, plusieurs ouvrages ont repris le nom, notamment :
- 『好色訓蒙図彙』 (Kōshoku Kinmō-zui, « Encyclopédie du plaisir », 1686)
- 『女用訓蒙図彙』 (Nyōyō Kinmō-zui, « Encyclopédie des femmes », par 奥田松柏軒 (Okuda Shōhakken))
- 『人倫訓蒙図彙』 (Jinrin Kinmō-zui, « Encyclopédie des relations humaines », 1690)
- 『唐土訓蒙図彙』 (Tōdo Kinmō-zui, « Encyclopédie de la Chine », par 平住専安 (Heiju Sen'an), 1719)
- 『戯場訓蒙図彙』 (Gijō Kinmō-zui, « Encyclopédie des théâtres », par 式亭三馬 (Shikitei Samba), 1803)

### Utilisation et éditions à l’étranger
Le botaniste Engelbert Kaempfer, rare européen à avoir voyagé au Japon au cours de la période Édo, a utilisé des illustrations issues du kinmō-zui pour enrichir son ouvrage History of Japan.
Au cours de l’ère Meiji, en 1875, la seconde édition de kinmō-zui se verra adaptée dans sa partie consacrée aux quadrupèdes et aux oiseaux dans le cadre d’un loisir du traducteur néerlandais Lindor Serrurier (nl), étudiant en langue japonaise à cette époque. 
Certaines figures occidentales ont qualifié le kinmō-zui d’encyclopédie. Cependant, Michel Wolfgang souligne que cet ouvrage ne traite pas de concepts abstraits, de figures historiques ou d'événements passés, déclarant que ces ouvrages ne peuvent pas être qualifié d'encyclopédies à proprement parler. Néanmoins, il décrit un large éventail de sujets (1 484 entrées), notamment des plantes, animaux, outils et vêtements.  
Une anecdote raconte que l’écrivain Minakata Kumagusu lisait inlassablement cette encyclopédie jour et nuit lors de son enfance depuis ses 7 ans. Il y fait fréquemment référence dans son ouvrage Jūnishikō (十二支考).